# Manta (Benin)
Manta è un arrondissement del Benin situato nella città di Boukoumbé (dipartimento di Atakora) con 12 338 abitanti (dato 2006).